# Subdirektiv
Subdirektiv är ett grammatiskt kasus som anger orsak. Det kan betyda "eftersom" eller "av" (då i meningar som "mannen dog av en sjukdom"). Kasuset förekommer i lezginska.